# لوسي إيريجاري
لوس إريغاراي أو لوسي إيريجاري (بالفرنسية: Luce Irigaray) هي كاتبة نسوية فلسفية فرنسية، وُلدت في بلجيكا عام 1932. تعد واحدة من أشهر المنظرات للتيارات النسوية عمومًا ونسوية الاختلاف خصوصًا. إيريجاري هي كاتبة متخصصة في دراسات الفلسفة والتحليل النفسي واللغويات. وتشغل في الوقت الحالي منصب مديرة الأبحاث في المركز الوطني للبحث العلمي في باريس.
تنفي إيريجاري عن نفسها صفة النسوية، وتؤكد اعتراضها على كل من يصفها بذلك أو بأي وصف آخر مثل ما بعد النسوية أو ما بعد الحداثية، حيث أنها ترى أنها تتجاوز في فكرها ما أسمته بـلأطر المعلبة، ولأنها تسعى في مجال أوسع يتعلق بحقوق الإنسان وحقوق المرأة، ما يستلزم الدفاع عن ذاتها بموازاة احترام مختلف صور الجهد الجماعي. تعتقد بأهمية إيجاد ثقافة واحدة لفاعلين اثنين، في حين التفاوت بينهما، بين الاثنين، الذكر والأنثى، هو فقط في الجنس. فحينما تمر إيريجاري بالتحليل صوب عملية النقد، تعتقد بأنه قائم على الواحدية، أو على إبراز دور فرد واحد من الاثنين، وفي هذه الحالة تعني الرجل فقط. هي تريد أن يكون النقد لهما وليس له فقط. هي تسعى للقول بأن الاثنين لا يمكن أن يقللا من شأنيهما، ولا يمكن لأحدهما أن يأخذ مكان الآخر، لا بسبب أن أحدهما أفضل من الآخر- بسبب العامل الكمي- بل بسبب التفاوت الوجودي، أي التفاوت في وجود كل طرف- أي العامل الكيفي. فهما اثنان فاعلان. لذلك، تتحدث إيريجاري عن أجنسه التفاوت لا عن التفاوت الجنسي، فترفض أن تكون المرأة هي الجنس الثاني.
اشتهرت بعملها مرآة المرأة الأخرى الذي نشرته عام 1974 تحت عنوانه الأصلي باللغة الفرنسية  Spéculum de l`autre femme اشتهرت بعملها مرآة المرأة الأخرى الذي نشرته عام 1974 تحت عنوانه الأصلي باللغة الفرنسية  Spéculum de l`autre femme. وشهد هذا العمل نزاعًا حادًا مع المحلل النفسي الفرنسي جاك لاكان. ركز العمل على استبعاد المرأة في اللغة ذاتها، وتبعه ظهور ذلك في جوانب شتى من الحياة والعلوم، بما في ذلك نظرية التحليل النفسي.

## وصلات خارجية
- لوسي إيريجاري على موقع الموسوعة البريطانية (الإنجليزية)